# Vermiliopsis producta
Vermiliopsis producta är en ringmaskart som först beskrevs av Benham 1927.  Vermiliopsis producta ingår i släktet Vermiliopsis och familjen Serpulidae. Inga underarter finns listade i Catalogue of Life.